# HD 88955
q Velorum
Ne doit pas être confondu avec Q Velorum (Q majuscule).
Désignations
q Velorum (en abrégé q Vel), également désignée HD 88955 est une étoile de la constellation des Voiles. C'est une étoile blanche de la séquence principale avec une magnitude apparente de +3,85. Elle est à environ 103 années-lumière de la Terre.
Cette étoile a 1,8 fois le rayon du Soleil et 2,2 fois sa masse. Elle émet 22 fois la luminosité du Soleil et son atmosphère externe a une température effective de 9460 K.